# Gran Premio di Castrocaro Terme
Il Gran Premio di Castrocaro Terme, noto nei primi anni come Trofeo Tendicollo Universal, era una corsa a cronometro di ciclismo su strada, organizzata dal 1958 al 1979 nell'allora provincia di Forlì, in Emilia-Romagna.
Nel 1958 e 1959 si svolse a Ronco di Forlì, dal 1960 al 1963 a Villafranca di Forlì mentre dal 1964 al 1979 sul circuito panoramico di Castrocaro Terme. Plurivittorioso è Felice Gimondi, con cinque successi tra il 1967 e il 1973.

## Albo d'oro
Aggiornato all'edizione 1979.
| Anno      | Vincitore        | Secondo           | Terzo                    |
| --------- | ---------------- | ----------------- | ------------------------ |
| 1958      | Ercole Baldini   | Rolf Graf         | Jacques Anquetil         |
| 1959      | Ercole Baldini   | Jacques Anquetil  | Ernesto Bono             |
| 1960      | Jacques Anquetil | Ercole Baldini    | Diego Ronchini           |
| 1961      | Jacques Anquetil | Ercole Baldini    | Arnaldo Pambianco        |
| 1962      | Ercole Baldini   | Jacques Anquetil  | Giacomo Fornoni          |
| 1963      | Ercole Baldini   | Jacques Anquetil  | Diego Ronchini           |
| 1964      | non disputata    | non disputata     | non disputata            |
| 1965      | Jacques Anquetil | Felice Gimondi    | Luciano Sambi            |
| 1966      | non disputata    | non disputata     | non disputata            |
| 1967      | Felice Gimondi   | Vittorio Adorni   | Ole Ritter               |
| 1968      | Felice Gimondi   | Eddy Merckx       | Vittorio Adorni          |
| 1969      | Felice Gimondi   | Vittorio Marcelli | Giovanni Cavalcanti      |
| 1970      | Ole Ritter       | Gösta Pettersson  | Italo Zilioli            |
| 1971      | Felice Gimondi   | Davide Boifava    | Gösta Pettersson         |
| 1972      | Roger Swerts     | Felice Gimondi    | Gösta Pettersson         |
| 1973      | Felice Gimondi   | Roberto Poggiali  | Giovanni Battaglin       |
| 1974      | Francesco Moser  | Felice Gimondi    | Martín Emilio Rodríguez  |
| 1975-1976 | non disputata    | non disputata     | non disputata            |
| 1977      | Bernt Johansson  | Carmelo Barone    | Alfio Vandi              |
| 1978      | Bernt Johansson  | Roy Schuiten      | Gianbattista Baronchelli |
| 1979      | Roy Schuiten     | Jørgen Marcussen  | Henk Lubberding          |